# Барани (Елцький повіт)
Барани (пол. Barany, нім. Barannen) — село в Польщі, у гміні Елк Елцького повіту Вармінсько-Мазурського воєводства.
Населення — 162 особи (2011).
У 1975—1998 роках село належало до Сувальського воєводства.

## Демографія
Демографічна структура станом на 31 березня 2011 року:
|          | Загалом | Допрацездатний вік | Працездатний вік | Постпрацездатний вік |
| -------- | ------- | ------------------ | ---------------- | -------------------- |
| Чоловіки | 89      | 16                 | 64               | 9                    |
| Жінки    | 73      | 15                 | 45               | 13                   |
| Разом    | 162     | 31                 | 109              | 22                   |